# Döhlen (Großenkneten)
Döhlen ist ein Ortsteil der Gemeinde Großenkneten im niedersächsischen Landkreis Oldenburg. Der Ort liegt 2,5 km nördlich vom Ortskern von Großenkneten. Die A 29 verläuft 4 km entfernt westlich.